# Teatro comunale (Firenze)
Il Teatro Comunale di Firenze si trovava in Corso Italia ed è stato il secondo teatro della città per capienza, dopo il Teatro del Maggio Musicale Fiorentino. Nel complesso esso occupava circa mezzo isolato prospettando a sud su Corso Italia, a ovest e a nord su via Magenta e via Solferino. Faceva parte del complesso anche un Ridotto chiamato Piccolo Teatro che poteva accogliere fino a poco meno di 600 spettatori. La denominazione di Comunale risale al 1933. È stato demolito nel 2021.

## Storia
Le complesse vicende che ruotano attorno alla costruzione del Teatro comunale del Maggio musicale fiorentino affondano le proprie origini nella seconda metà dell'Ottocento, mentre si pongono le premesse per una radicale trasformazione del volto urbano della città conseguente al trasferimento della capitale d'Italia a Firenze.
Fin dal 1861 si costituì la "Società anonima del regio politeama Vittorio Emanuele II" allo scopo di costruire un grande anfiteatro nell'allora corso Vittorio Emanuele. Nello stesso anno vennero iniziati i lavori di costruzione su progetto dell'ing. Telemaco Buonaiuti, già autore di altri due spazi teatrali, il Politeama di Barbano (1852) e il teatro Pagliano (1854).
Anticamente consisteva di una sola platea all'aperto (detta Arena Fiorentina) in una zona a ridosso delle antiche mura cittadine, ma all'esterno. Fu coperta su progetto dell'architetto Telemaco Bonaiuti nel periodo di Firenze capitale (1865-1871) e prese allora il nome di Politeama fiorentino. Il 17 maggio 1862 il nuovo edificio venne inaugurato alla presenza di circa 7000 persone.
Appena un anno dopo la sua inaugurazione il nuovo Politeama, durante una festa da ballo, fu colpito da un tremendo incendio che distrusse il palcoscenico e provocò gravi danni sia alle strutture che alle persone. Riparati i danni, a partire dal 1864 il teatro riprese una intensa programmazione incentrata, per la musica, su autori quali Verdi e Meyerbeer, Gomez e Donizetti, Cimarosa e Haley e per il dramma su alcune delle più importanti compagnie drammatiche della seconda metà dell'800, quali quelle di Rossi, Emanuel, Salvini e Pezzana.
Aveva all'epoca una facciata in stile neoclassico. Il teatro venne distrutto da un incendio a un anno dall'inaugurazione e prontamente ricostruito. Negli anni successivi l'arena fu sottoposta a vari interventi di rinnovamento e adeguamento e nel 1881 venne ricondotta alla configurazione di teatro coperto per opera dell'architetto Galanti.
Nel 1882, su progetto dell'ingegner Guglielmo Galanti, si realizzò la copertura dell'arena con una struttura metallica, e l'attività teatrale continuò molto intensa: solo nel 1896 vennero programmate 70 recite con opere quali Cavalleria rusticana, Zanetto, Pagliacci, La traviata, Il trovatore, I pescatori di perle, e due balli, Excelsior e Pietro Micca.
Nel frattempo il Politeama passò in proprietà a una accademia per poi essere acquistato, nell'agosto del 1910, dalla Società Anonima Teatrale (privata) che apporta ulteriori miglioramenti alla struttura. 
Da questo momento l'attività del teatro vide alternarsi stagioni più o meno fortunate con la sola sospensione degli spettacoli tra il 1917 e il 1918 quando la vasta sala fu requisita dal Ministero della guerra per essere destinata a magazzino del vestiario militare.
Nel 1916 avviene la prima assoluta di L'ultimo dei Mohicani di Paul Hastings Allen.
Particolarmente intenso è stato il decennio postbellico nel quale la programmazione di numerose opere liriche, del repertorio tradizionale e contemporaneo, ha portato a ricchi allestimenti scenici e alla presenza dei più affermati cantanti. Da segnalare, infine, che questo periodo di ripresa dell'attività del teatro si è conclusa con la formazione della "Stabile Orchestrale Fiorentina" che, fondata e costruita dal maestro Vittorio Gui, ha tenuto il suo primo concerto nel dicembre del 1928. In quell'occasione si verificò una svolta decisiva che porta il Politeama a divenire il maggiore teatro per gli spettacoli lirici e musicali della città, tanto da entrare a far parte del patrimonio pubblico. Nel 1929 divenne infatti di proprietà dell'amministrazione comunale che lo acquistò per una spesa di lire 3.640.000. Contemporaneamente ne fu cambiato il nome in Teatro comunale Vittorio Emanuele II.
Il comune avviò subito i primi lavori di adeguamento che consisterono principalmente nel consolidamento della copertura e nella sistemazione delle sale per il pubblico e dei camerini per gli artisti.

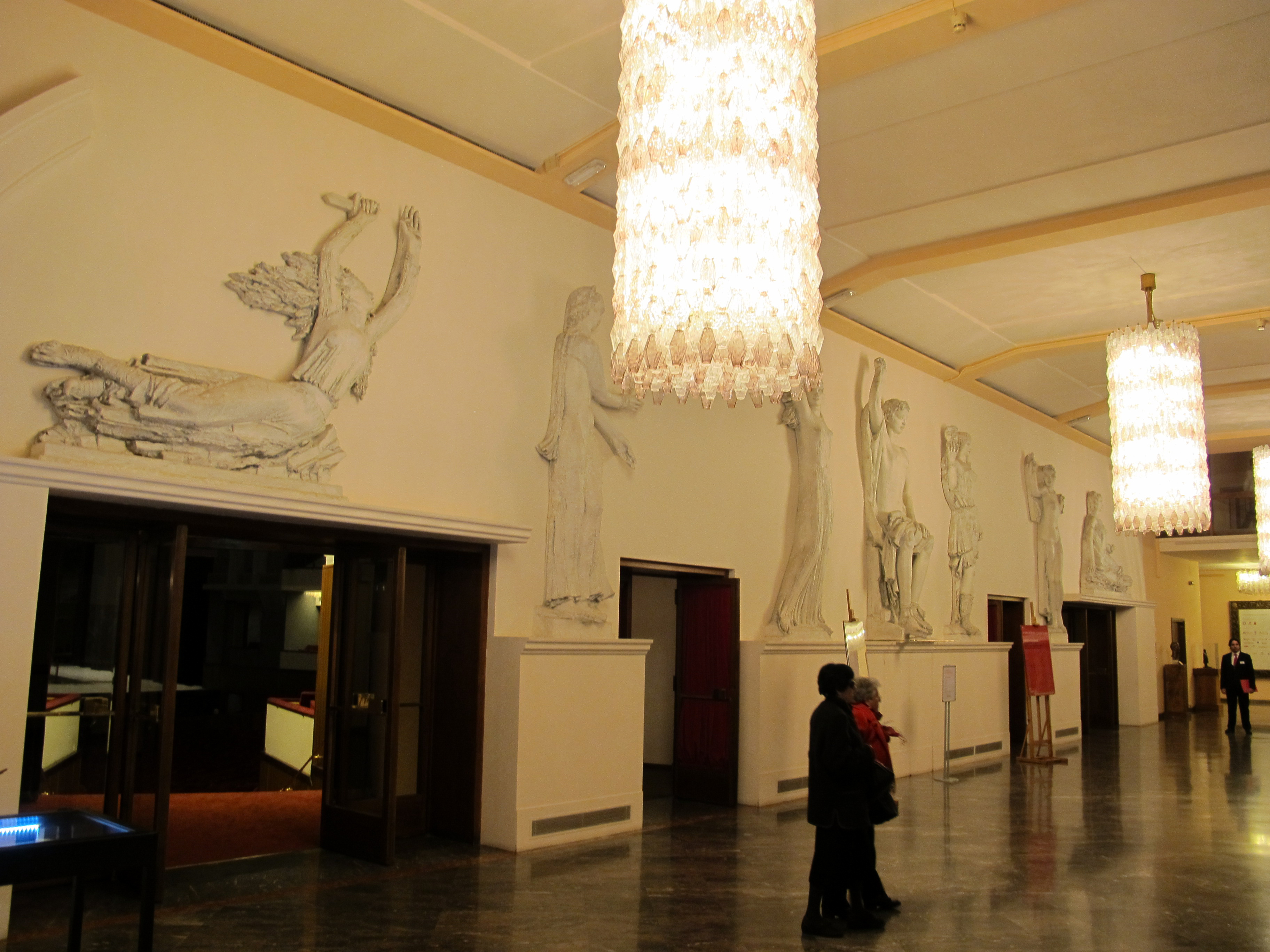
Il foyer

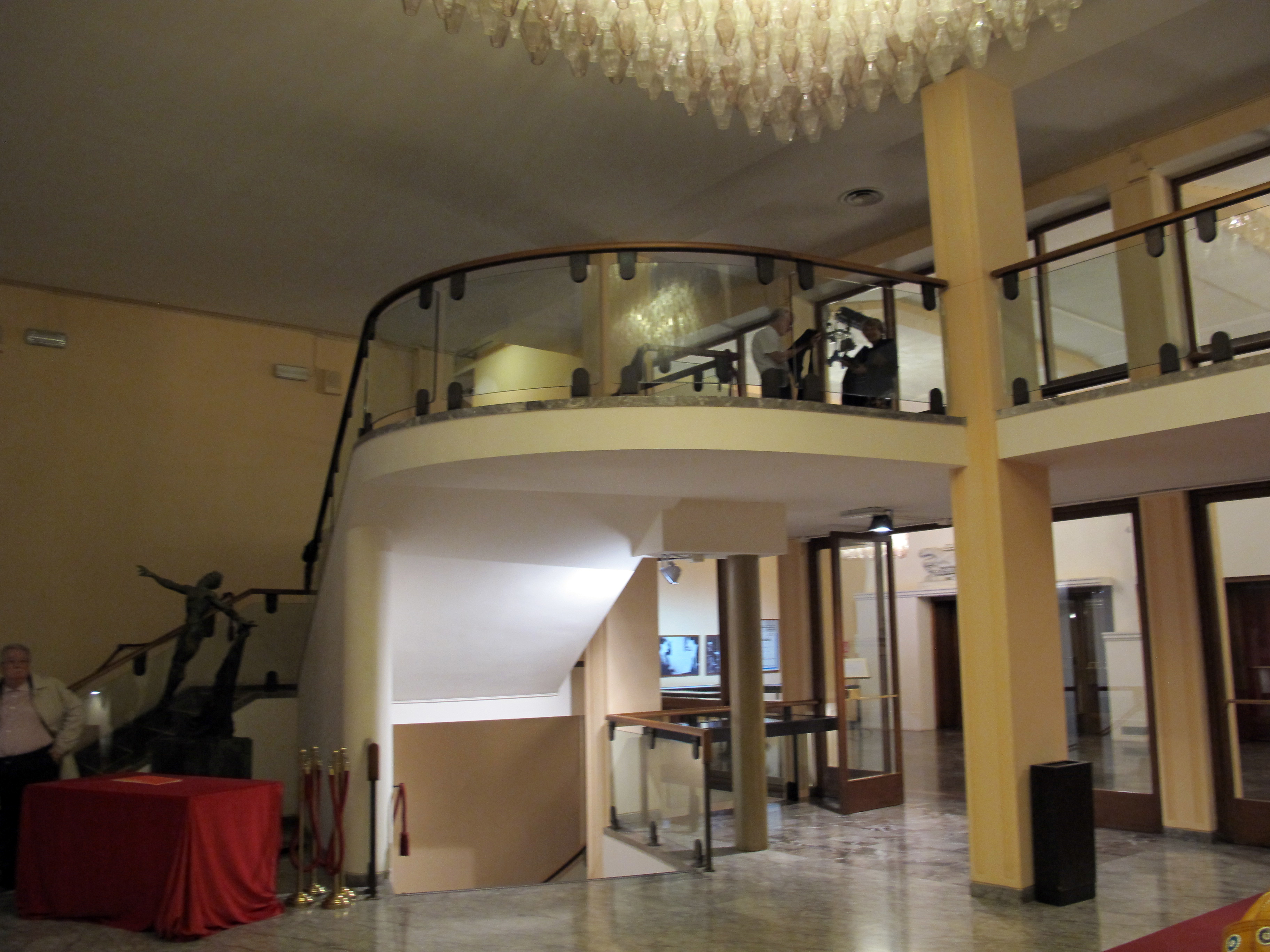
Il foyer

Nel 1932 furono apportate modifiche alla struttura del palcoscenico e costruito un fabbricato con fronte in via Solferino per i servizi annessi; inoltre si realizzarono due nuovi scaloni di accesso alle gradinate in sostituzione dell'unico fino ad allora esistente. Infine furono rinnovati gli impianti di riscaldamento e ventilazione.
Ma fu nel 1933, anno in cui viene istituito il Maggio musicale fiorentino, che si decise di sottoporre il teatro a un restauro radicale. Il progetto è redatto dall'ing. Alessandro Giuntoli, capo dell'Ufficio edilizia del comune che ne dirige anche i lavori, con la sorveglianza del marchese Migliore Torrigiani, presidente della commissione lavori. 
La parte del progetto architettonico esecutivo fu invece affidata all'architetto Aurelio Cetica e la parte scultorea è curata da Mario Moschi e Bruno Innocenti. 
Il primo realizzò le figure decorative esterne e interne ai vestiboli, mentre al secondo si occupò delle sette figure ad altorilievo sull'arco del boccascena. Infine Dino Tofani eseguì le decorazioni della lanterna del soffitto con la collaborazione di Donatello Bianchini.
Il 24 dicembre 1933 avviene la prima assoluta di Sardegna (poema sinfonico) di Ennio Porrino diretta da Fernando Previtali, il 2 aprile 1934 della Sinfonia n. 1 in quattro tempi, come le quattro stagioni di Gian Francesco Malipiero diretta da Alfredo Casella e nel 1935 di Orseolo (opera) di Pizzetti.
La vita del nuovo organismo architettonico durò poco più di dieci anni. Il 1º maggio 1944 il Teatro venne infatti gravemente danneggiato dai bombardamenti aerei che cercavano di colpire i vicini depositi delle ferrovie.
La parte del palcoscenico, comprese le relative attrezzature, fu completamente devastata dalle fiamme ma grazie alla cortina tagliafuoco del boccascena l'incendio causato dalle bombe fu circoscritto, evitando il suo propagarsi al resto dell'edificio che rimase praticamente intatto. 
La nuova amministrazione comunale intervenne immediatamente per affrontare il problema della ricostruzione e in poco più di un anno il teatro fu riaperto al pubblico.
Il 4 novembre 1945 avvenne la prima assoluta della Sinfonia n. 3 delle campane di Malipiero diretta da Igor Markevich, nel 1949 di Vanna Lupa di Pizzetti, nel 1950 di Il prigioniero (opera) di Dallapiccola, nel 1951 la prima esecuzione scenica d'un'altra opera di Pizzetti, Ifigenia, e nel 1952 la prima assoluta di Don Chisciotte di Vito Frazzi.
L'intensa attività del Comunale si protrasse tranquillamente fino al 1957 quando la commissione provinciale di vigilanza sui locali di pubblico spettacolo ordinò la sospensione di ogni manifestazione dalla fine del Maggio musicale dello stesso anno.
La necessità di lavori di consolidamento, già emersa in seguito a un sopralluogo effettuato dalla stessa commissione, era stata confermata anche da una relazione della sottocommissione tecnica presieduta dall'ingegnere capo del Genio civile nella quale si affermava che la struttura portante delle gradinate e del loggione non era più adatta a garantire l'incolumità del pubblico, senza interventi di restauro. Si imponevano pertanto notevoli opere di demolizione e ricostruzione. Inoltre, le gradinate e il loggione stessi costruiti nel 1882 con criteri ormai superati, non rispondevano più alle attuali esigenze tanto che fin dal 1955 la commissione amministratrice dell'Ente chiede all'ing. Alessandro Giuntoli di studiare un progetto d'ammodernamento della sala degli spettacoli.
Con deliberazione del 25 settembre 1957 venne affidato l'incarico di elaborare il progetto esecutivo al Giuntoli che si avvalse della collaborazione dell'architetto Corinna Bartolini. I lavori, iniziati nel 1958, durarono circa tre anni.
Si trattò di una radicale ricostruzione della sala e degli annessi per il pubblico non prevista dal progetto ma dimostratasi indispensabile in corso d'opera poiché vennero riscontrate imperfezioni costruttive nelle strutture del 1882 e cedimenti statici causati dal bombardamento aereo del 1944.
Riaprì l'8 maggio 1961 ed il 25 maggio avvenne la prima assoluta di Il mercante di Venezia di Mario Castelnuovo-Tedesco diretta da Franco Capuana con Rosanna Carteri e Renato Capecchi.
Fu di nuovo gravemente danneggiato dall'Alluvione di Firenze, prima di venire ricostruito nelle forme attuali nel 1966 su disegno sempre di Alessandro Giuntoli: una vasta platea e due grandi gallerie semicircolari di palchetti, per un totale di 2.003 posti a sedere.
Nel 1970 avviene la prima assoluta di Persefone di Roberto Lupi diretta da Bruno Bartoletti con Luigi Vannucchi, Elena Zareschi, Enzo Tarascio e Checco Rissone, nel 1971 di Raramente di Sylvano Bussotti, nel 1973 di Visage di Luciano Berio e nel 1978 di Invito a nozze di Lorenzo Ferrero ed Actus III di Azio Corghi.
Infine, nei primi anni ottanta, si sono eseguiti altri lavori di adeguamento e rinnovamento agli impianti tecnici, al palcoscenico, ai sistemi di sicurezza e all'arredo interno. In questa occasione (1983-1984) lo spazio del Ridotto è stato interessato da lavori di trasformazione radicale su progetto dell'architetto Aldo Vezzali.
Nel 1988 avviene la prima assoluta di L'ispirazione di Bussotti.
Negli anni 2000 venne più volte indetta un'asta pubblica per vendere il teatro Comunale (in cui potrebbero essere realizzati appartamenti di lusso), in modo da finanziare il nuovo principale grande teatro della città, il parco della musica e della cultura; infatti il comune di Firenze da parte sua dovrebbe finanziare la nuova struttura con 42,2 milioni di euro (gli altri soldi saranno finanziati da Stato e Regione Toscana), cifra che ci si aspetta di ottenere dalla vendita proprio del teatro comunale, anche se a tutt'oggi (ottobre 2014) nessuna asta pubblica è ancora andata a buon fine.
Nella stagione 2014 del Maggio Musicale Fiorentino fu usato insieme al nuovo Teatro dell'Opera; dal 2015 è entrato invece a pieno regime il secondo, che ha sostituito quindi il vecchio Comunale.

## Demolizione
È in corso un progetto che trasformerà il sito del teatro in una residenza ad appartamenti di lusso. Nel 2021 si è proceduto con la demolizione del tetto e di tutta la sala teatrale, compresi la platea, le gallerie, il palcoscenico e gli ambienti di servizio. 

### Esibizioni celebri
Quale cuore pulsante del Maggio Musicale Fiorentino, vi si sono esibiti grandi nomi della musica classica e operistica e del balletto internazionale: Vittorio Gui, Bruno Walter, Wilhelm Furtwängler, Dimitri Mitropoulos, Zubin Mehta, von Karajan, Riccardo Muti, Maria Callas, Pietro Mascagni, Richard Strauss, Paul Hindemith, Béla Bartók, Igor' Fëdorovič Stravinskij, Luigi Dallapiccola, Luigi Nono, Karlheinz Stockhausen, Luciano Berio, ecc. Tra i registi vanno ricordati Max Reinhardt, Gustaf Gründgens, Luchino Visconti, Franco Zeffirelli, Luca Ronconi, Bob Wilson, Giorgio De Chirico ed Oskar Kokoschka.

## Descrizione

### Contesto urbanistico

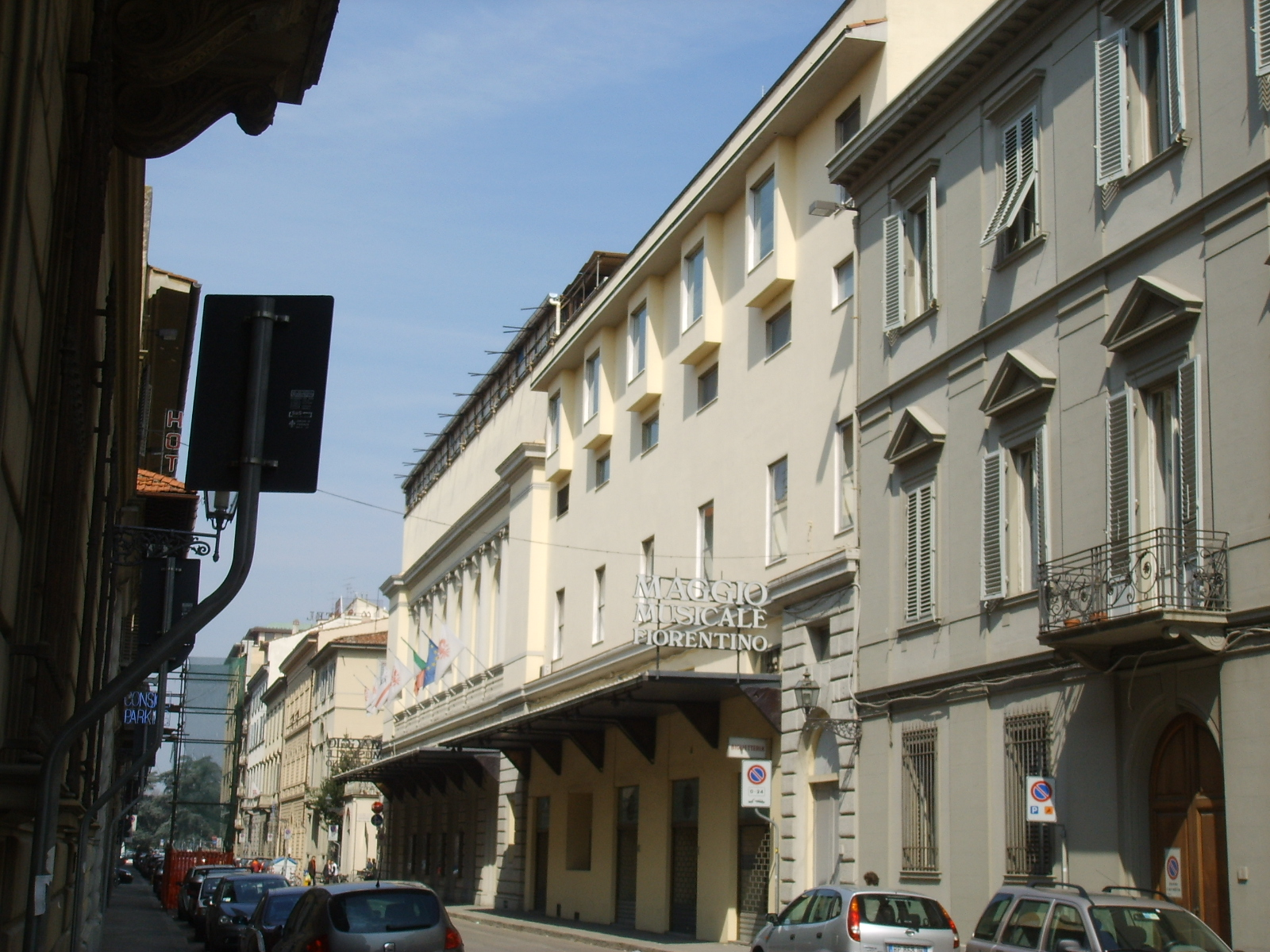
Prospetto su Corso Italia

L'edificio del teatro comunale è situato ai margini della città storica e ricade in una zona il cui aspetto risulta fortemente caratterizzato dalle rivoluzionarie operazioni urbanistiche di Firenze capitale attuate dal piano Poggi. Esso si colloca pertanto all'interno di un tessuto consolidato e storicizzato la cui architettura costituisce ormai una testimonianza di valore documentario.
Tuttavia al momento della costruzione, la scelta dell'area, posta ai limiti del Parco delle Cascine, apparve inadeguata in quanto eccessivamente decentrata rispetto al centro storico tradizionalmente identificato come lo spazio dedicato alle attività culturali e in particolari teatrali.

### Esterno
I successivi rifacimenti, ristrutturazioni e ammodernamenti cui il teatro è stato sottoposto dalla nascita ad oggi, attraverso un cammino costellato da vicende sfortunate, ne fanno un organismo architettonicamente frammentario come rivela la disomogeneità dei fronti prospettanti su corso Italia, via Magenta e via Solferino. Soltanto nella partizione della facciata principale è possibile leggere ancora l'impostazione dell'originaria costruzione ottocentesca e questo è l'aspetto che principalmente rende l'attuale fabbrica in sintonia con il contesto ambientale circostante.
Non mancano comunque elementi dissonanti quali la presenza della posticcia scala metallica in via Magenta, realizzata negli anni ottanta per l'adeguamento alle norme di sicurezza, e della costruzione in lamiera ondulata addossata al volume del palcoscenico in via Solferino, sorta negli anni sessanta con carattere provvisorio e, fino alla fine dell'utilizzo teatrale, non smantellata poiché divenuta spazio d'uso indispensabile in fase di montaggio delle scene.
L'impianto volumetrico del teatro è il risultato dell'aggregazione di più corpi di fabbrica che accanto all'edificio principale, destinato agli spettacoli, vede inglobate costruzioni annesse contenenti tutte quelle funzioni complementari all'attività del teatro stesso.
L'aspetto formale che caratterizza i fronti rivela piuttosto chiaramente la derivazione di tale architettura dai vari rimaneggiamenti avvenuti in epoche diverse.
Sebbene della primitiva fabbrica non resti che la partizione della facciata principale - semplificata principalmente nel trattamento dei paramenti murari - in essa è ancora possibile cogliere quegli aspetti tipici del linguaggio ottocentesco di impronta neoclassica. Nella fascia basamentale del piano terra, trattata a finto bugnato, si aprono sette aperture ad arco. Lo stesso schema è ripetuto al primo piano dove le finestre con balaustra sono intervallate da piccole semicolonne "ioniche". Conclude il prospetto una veletta di coronamento che scherma la retrostante copertura a capanna.
In adiacenza alla facciata principale si sviluppa quella del volume contenente il Piccolo Teatro, ristrutturata negli anni cinquanta, priva di qualsiasi connotato caratterizzante e legata visivamente alla precedente dalla sola continuità della pensilina in ferro.
Ugualmente scarno e privo di identità è il prospetto laterale, mortificato dalla presenza della scala di sicurezza aggiunta durante i lavori di adeguamento condotti negli anni ottanta.
Maggiormente caratterizzato risulta invece il volume del palcoscenico posto in angolo fra via Magenta e via Solferino che emerge per la sua notevole altezza pari a circa 34 metri. Esso è risolto con un linguaggio molto depurato senza aggetti e con tagli netti.

### Interno

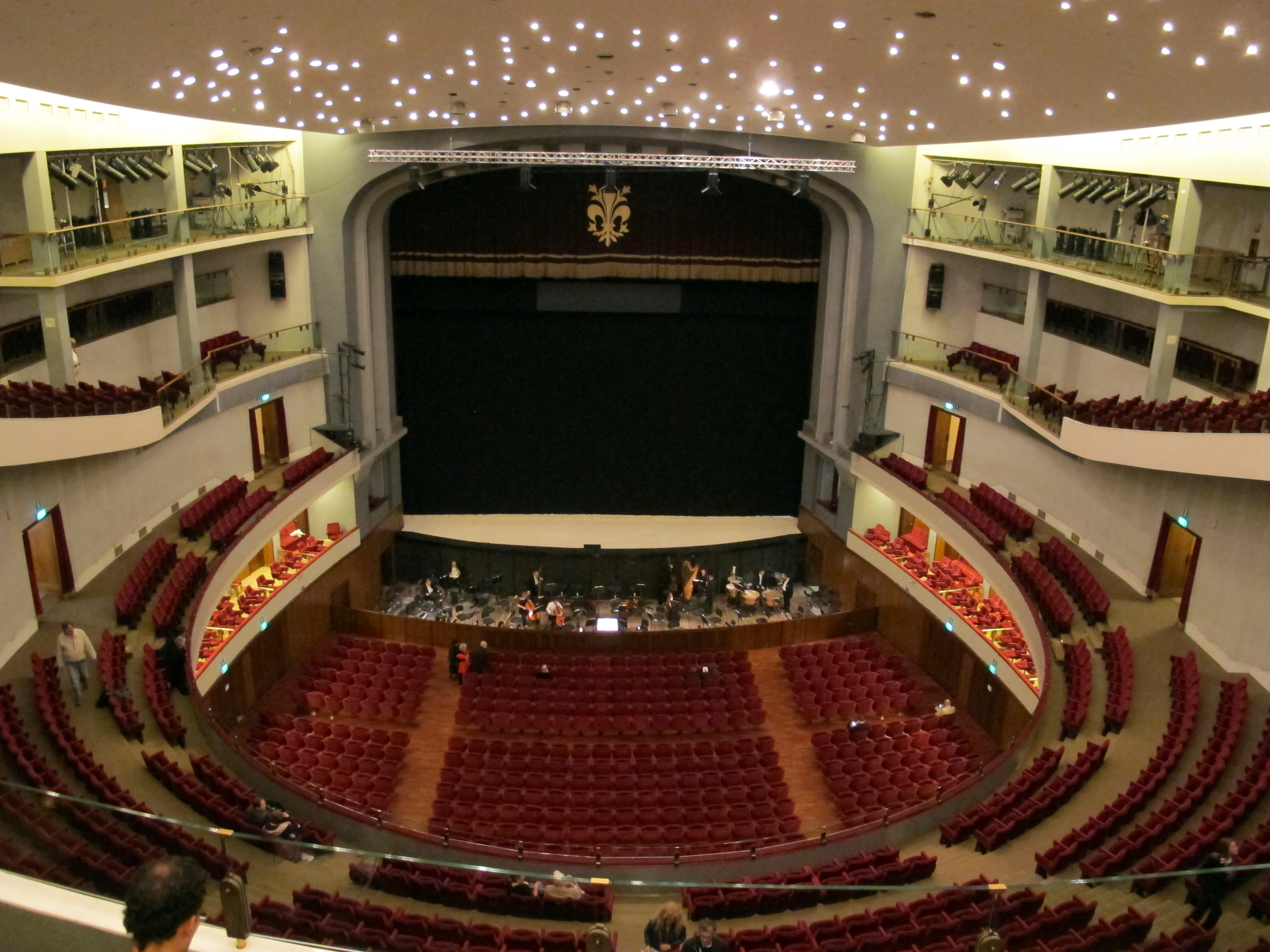
La sala

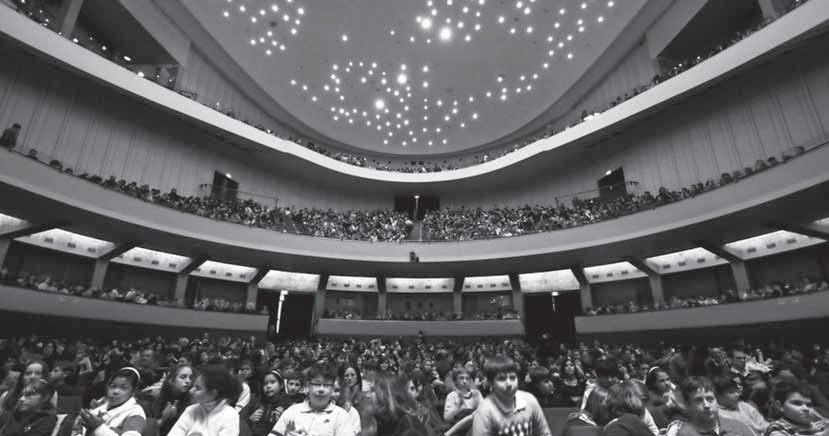
Interno

Varcato l'ingresso principale si accede a un atrio alla cui destra si trovano le biglietterie e dal quale si sviluppano due scalinate simmetriche che conducono al foyer della prima galleria. Superato l'atrio al piano terra si giunge al foyer della platea sul quale si apre anche l'ingresso alla saletta del ridotto.
Ciascuno dei tre ordini di posti è dotato di un proprio bar, guardaroba e servizi. Il grande invaso a conchiglia della sala è coperto da un controsoffitto concavo tempestato di proiettori luminosi (faretti) incassati. Essa accoglie 884 posti di cui 198 nei palchi laterali mentre i due ordini superiori di gallerie ne contengono circa 1200.

### Il Ridotto

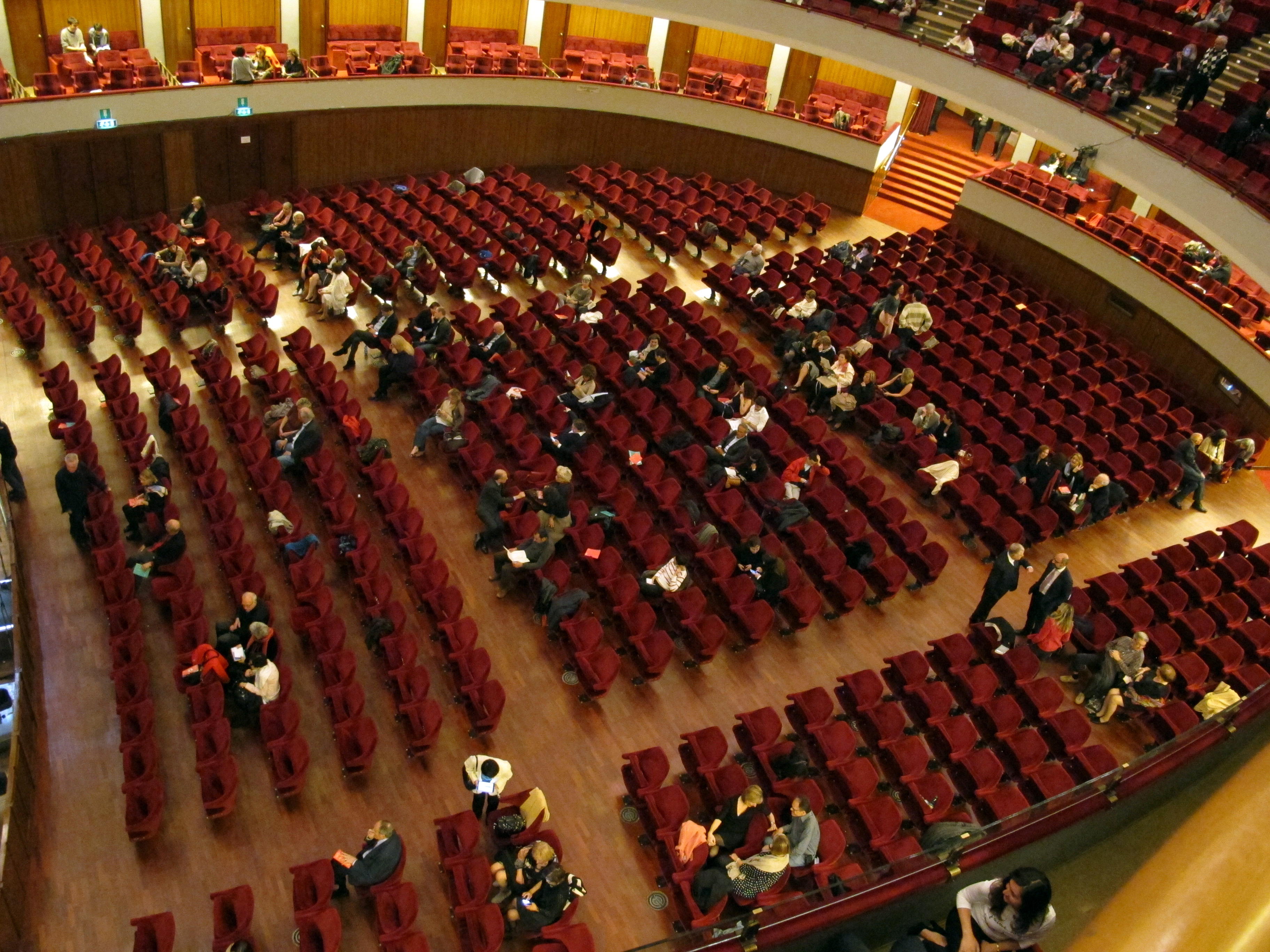
La platea

Lo spazio, nel tempo denominato "Piccolo Teatro Comunale", presenta una superficie di 480 m², 190 destinati a palcoscenico e 290 a platea, un golfo mistico di 50 m² e una galleria a gradoni di 230 m², con 150 posti; la platea, invece, per spettacoli a scena tradizionale, può ospitare fino a 363 posti; il palcoscenico, concepito con criteri innovativi (è dilatabile in profondità da un minimo di 9 metri a un massimo di 18 metri; il golfo mistico presente nella forma tradizionale quando il palcoscenico è nella profondità di 13 metri, può scomparire completamente rialzandone il calpestio alla quota del pavimento della platea; infine la graticcia portante di servizio prosegue dal palcoscenico in sala fino a 8 metri dalla parete di fondo sala) è dotato anche di una tribuna telescopica capace di ospitare altri 84 posti, che portano così la capienza totale massima del Piccolo Teatro Comunale a 587 posti.
Così concepito presenta le caratteristiche di una struttura polivalente dove si ospitavano non solo le iniziative collaterali a quelle del teatro, quali spettacoli per le scuole, anteprime e conferenze, ma anche riprese televisive, prove d'orchestra, balletto in platea.